# 美洲野牛
美洲野牛（英語：American bison），又名北美野牛、美洲水牛、犎牛，是偶蹄目牛科哺乳動物，也是北美洲體型最大的哺乳動物和世界上最大野牛之一。儘管體型龐大，仍可維持60公里的奔跑速度。主要群體由雌牛和幼牛組成；單身雄性會另外組成群體，只有交配時才會聚集在一起。平時以嫩莖晘草為食，無領域性。美洲森林野牛一般被認為是其亞種，但分類地位仍有爭議。最近根據最新DNA研究顯示，牠和歐洲野牛親源關係比所知還要接近。
其兩個亞種分別是：美洲平原野牛，體型較小和有較圓滑的背部隆肉；和美洲森林野牛，體型較大和較高和方形的背部隆肉。美洲森林野牛是北美洲最大的亞種，牠的體型大過亞洲野牛和野生水牛，後兩者主要出現在印度。野牛大量集體居住在美國和加拿大的大平原，由加拿大遠北的大奴湖至南面的墨西哥，再由奧勒崗州東部至大西洋一帶。
雖然美洲野牛也稱美洲水牛，但實際牠和水牛或非洲水牛相似地方不大。

## 生理

黄石国家公园温泉旁边的北美野牛

美洲野牛重達2200磅，高達6英呎，是北美洲體型最大的有蹄類，儘管身軀龐大，美洲野牛仍可用每小時60公里的速度奔跑。由於美洲野牛的角只有3、4吋長，因此牠們在衝撞會利用額頭部位強而有力的肌肉撞擊對方。有時，部分野牛出生時全身是白色的。但某些並非白化病，因為身體，如皮膚，毛髮和眼睛仍然會整正常生產顏料色素，並在漸漸長大後變回啡色。但有些則是白化症，即使長大了也是白色。此外，白野牛更被印第安人美洲原住民認為是神聖的動物。

## 交配與繁殖

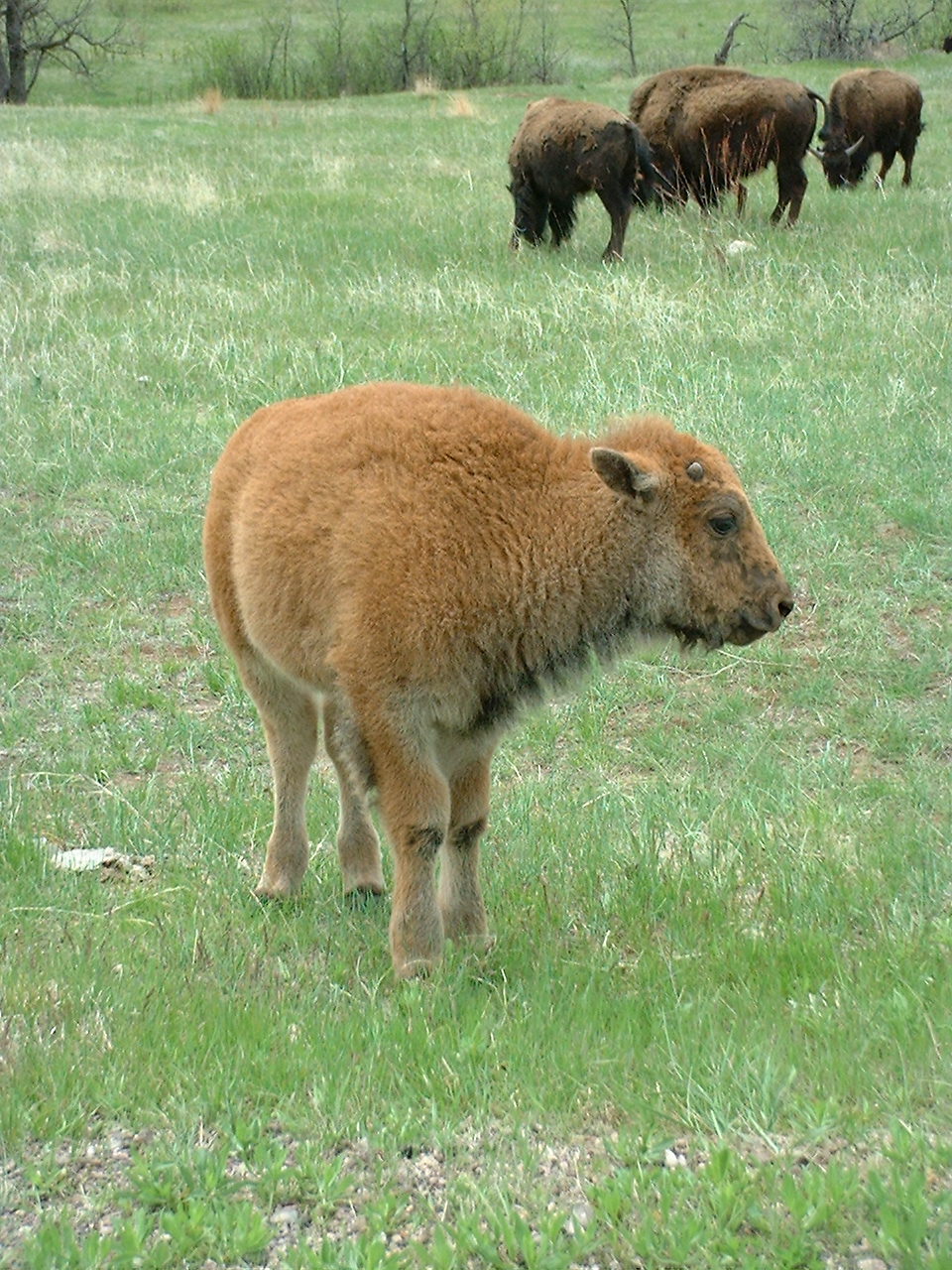
五月末在南達科他州卡斯特國家公園的年幼野牛。

美洲野牛的交配習性是一夫多妻制的，也就是說一頭雄性野牛會和幾頭雌性野牛交配。開始時，單身的雄性野牛會一直"看管"著雌性野牛，直至交配到為止，這期間雄性會跟著雌性，並趕走附近的競爭雄性。
年幼的野牛（約三個月大的野牛）的顏色比會成年野牛的淺色。交配季節在夏季的中後部分，北方可以至每年的九月。懷孕期為285天（約九個半月），所以小牛通常在春季出生。

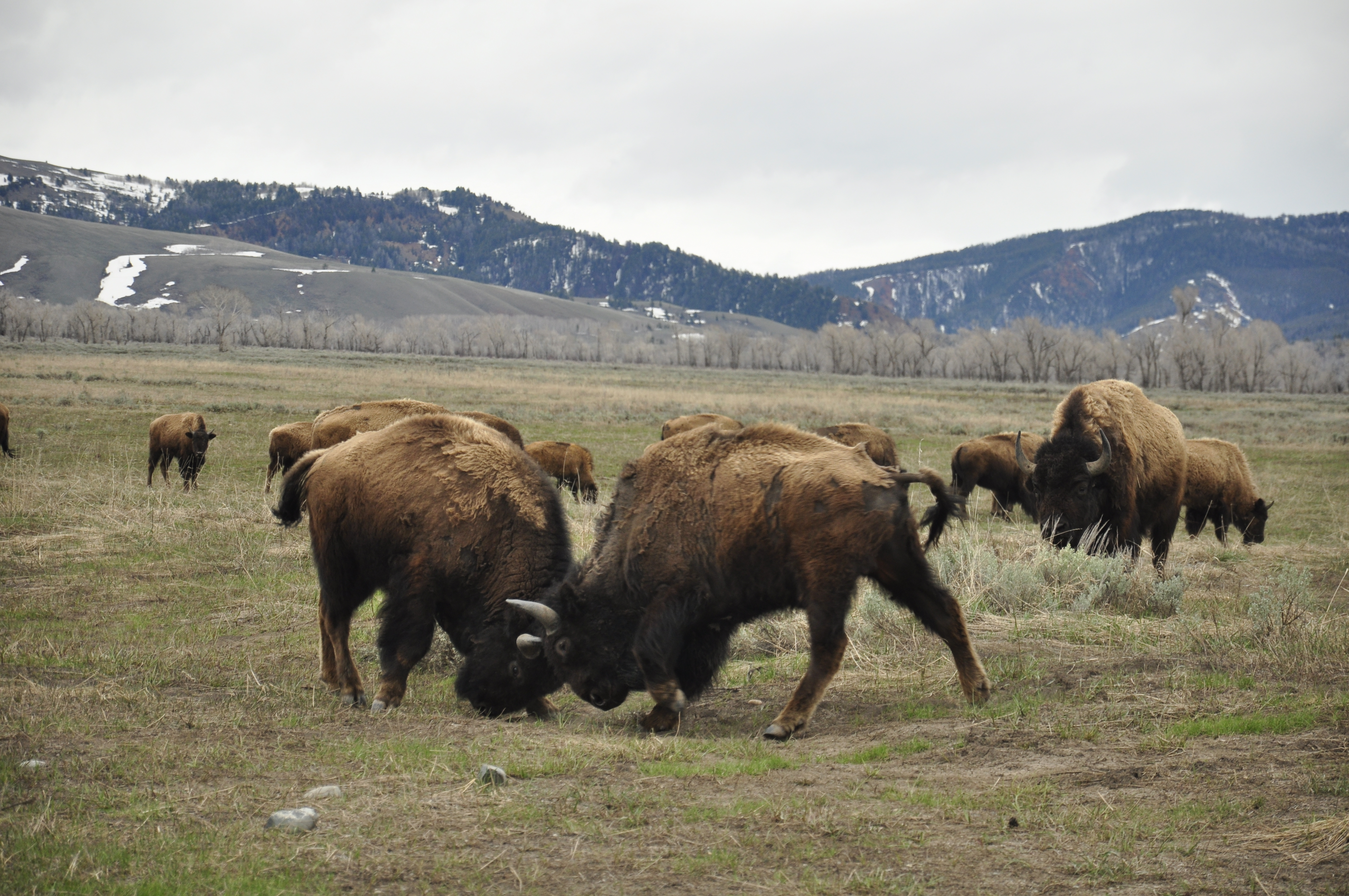
在大蒂顿国家公园争斗的北美野牛

## 捕獵

### 自然捕獵

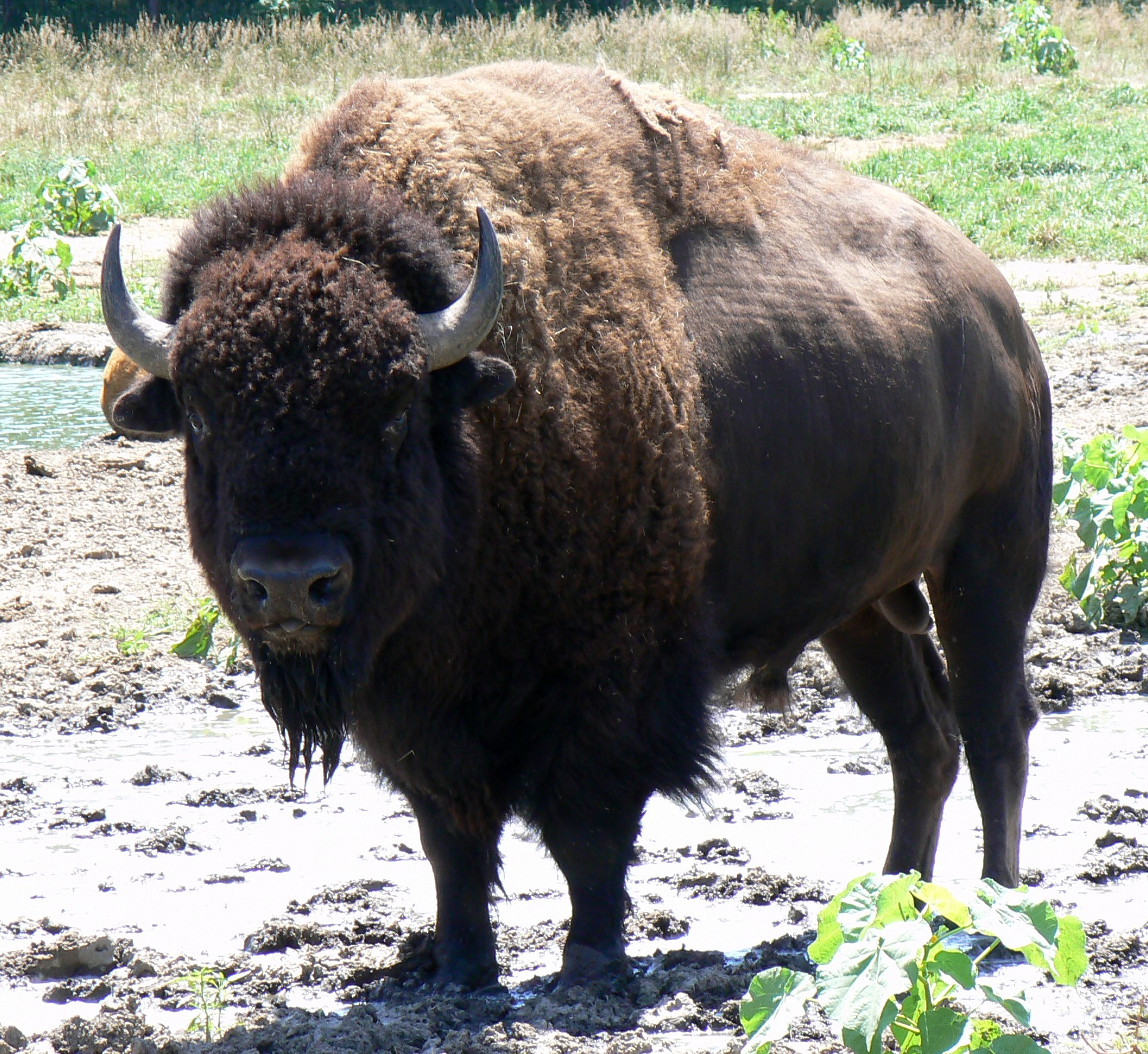
在美國內布拉斯加州的美洲野牛。

美洲野牛是北美洲的新移民，牠們源自歐亞大陸，後來遷移至白令海峽。大概於10,000年前，牠取代了當時數量龐大的移居者——西伯利亞野牛。長角野牛的絕種被認為是因為生態系統的改變，克洛維斯石器文物的發展和相關技術而引致的獵殺，和不斷進步的捕獵技能所致。在同一時期，其他巨型動物消失和被適應力較好的移居的歐亞動物所取代。美洲野牛，學術上來說是這些動物的其中一類。此外還有灰熊，牠們取代了短面熊。
野牛是基石物種，其牧草能力對大草原的生態學有一定影響，如週期性的草原火，並是大草原文化生活形式的中心。但現在也有部份對於牠們干擾的爭議。

### 十九世紀的野牛捕獵

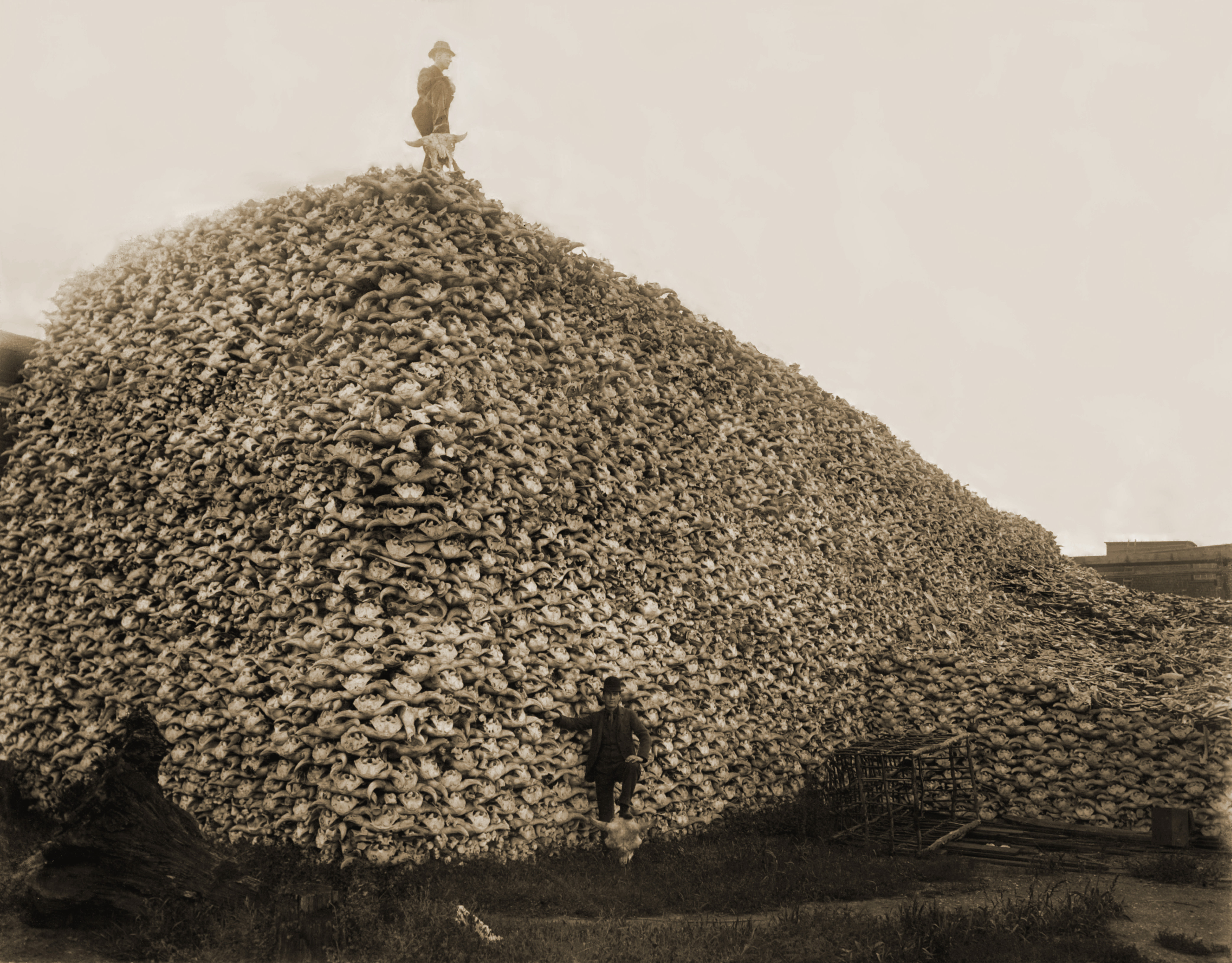
美洲野牛頭骨堆（1870年代）

美洲野牛在14世紀約有3000萬至6000萬生活在北美，19世紀被獵殺至近乎絕種。1870年代德國發明一種將野牛皮鞣成細皮革的工藝，使得野牛皮的應用更為寬廣。其中更主要的一個原因是，歐洲殖民者大量屠杀野牛并商業化獲取牛皮，是為了断绝平原印第安人的食物來源，是种族战争的一种焦土策略。據美國魚類及野生動物管理局統計，1884年美國只剩下325頭野生野牛，其中25隻在黃石公園。

### 保護
歐洲殖民者踏入北美後，野牛遭到大量屠殺，至19世紀末幾近滅絕，僅剩幾百頭，最終受到嚴格保護，族群數量如今有所恢復。美國內政部管理的國有土地上生活著大約1萬頭野牛，共分17個野牛群，分佈在12個州。另外，有估計超過16萬頭私人飼養的野牛。
橫跨懷俄明、蒙大拿和愛達荷三個州的黃石國家公園是唯一一處野牛從史前時代生活至今的土地。當初，不到50頭野牛在這裡受到保護，如今族群已經繁衍至大約4900頭，是數量最多的純種野牛群。

### 現時野牛捕獵的情況
在部分行政区域，官方允许通过受控狩猎来调节美洲野牛种群数量。以艾伯塔省为例，作为加拿大森林野牛国家公园所在地（该公园保存着北美仅存的两个自由漫游野生美洲野牛群之一），当地实施狩猎管理旨在保护其他自由放养种群和私人畜群免受传染病威胁。蒙大拿州自2005年起开放野牛狩猎季，首年发放50份特许猎证，其后由蒙大拿鱼类、野生动物及公园管理局（Montana Fish, Wildlife & Parks）核发的猎证数量在2006-2007年度增至140份。野生动物保护组织对此提出异议，认为该州尚未建立足够的野牛栖息地便开放狩猎为时尚早。
成年美洲野牛在自然环境中鲜有天敌。灰狼是其主要捕食者，通常以雌性及幼年个体为猎食目标，健康成年雄性野牛鲜少被捕杀。此外，棕熊和美洲黑熊也会捕食野牛幼崽。

## 現今的野牛

### 危險
野牛是美國國家公園裡最危險的動物之一，尤其是黃石國家公園。雖然牠們是不食肉的，但當牠們被激怒時也會襲擊人類的。牠們平時的行動顯得緩慢，但當牠們跑起來卻能輕易超越人類，奔跑速度可達每小時35英里（約56公里）。在1978年至1992年間，在黃石國家公園被野牛殺死或傷害的人數是同公園被熊傷害的四倍有多（熊為12個，野牛為56）[來源請求]。野牛也有不能預計的能力，而牠的身形和結構，也能輕盈地跳越標準的鐵絲網籬笆。[來源請求]

## 野牛的美洲原住民名稱
雖然在英語一般稱水牛或野牛，但在美洲原住民各部族之間也有很多其他別名，包括
- Tatanka（蘇族）
- Yąnąsh（喬克托族）
- Pkocshuke'（波塔瓦托米族）

## 外部連結
- 全美野牛協會的網頁（英文）
- 水牛場地運動 （页面存档备份，存于）（英文）
- 加拿大野牛（英文）
- 黃石公園給遊客的野生動物資料，包括野牛 （页面存档备份，存于）（英文）
- Videos of animal attacks, including bison incidents （页面存档备份，存于） （英文）
- 美洲野牛的滅種 （页面存档备份，存于）節錄自William T. Hornaday的古登堡計劃（英文）
- 野生野牛參考計畫 （页面存档备份，存于）保護，管理和提倡野生野牛的共同參考書目（英文）
- 遊美國／印地安人在底下撿肉醬～野牛跳崖看野牛 （页面存档备份，存于）（中文）